# Saaranpaskantamasaari
Saaranpaskantamasaari je mali nenaseljeni otok koji se nalazi u jezeru Onkamojärvi u sjeveroistočnoj Finskoj, blizu granice s Rusijom. Pod upravom je općine Salla.

## Etimologija
Ime, na finskom, znači "otok na koji je Saara obavila veliku nuždu".